# Ixtlilco el Chico
Ixtlilco el Chico är en ort i Mexiko.   Den ligger i kommunen Tepalcingo och delstaten Morelos, i den sydöstra delen av landet, 100 km söder om huvudstaden Mexico City. Ixtlilco el Chico ligger 1 101 meter över havet och antalet invånare är 1 340.
Terrängen runt Ixtlilco el Chico är platt åt nordost, men åt sydväst är den kuperad. Runt Ixtlilco el Chico är det ganska tätbefolkat, med 166 invånare per kvadratkilometer. Närmaste större samhälle är Tepalcingo, 4,2 km norr om Ixtlilco el Chico. Omgivningarna runt Ixtlilco el Chico är en mosaik av jordbruksmark och naturlig växtlighet.